# Trichostema ruygtii
Trichostema ruygtii är en kransblommig växtart som beskrevs av H. Lewis. Trichostema ruygtii ingår i släktet Trichostema och familjen kransblommiga växter. Inga underarter finns listade i Catalogue of Life.